# Kaia Wilson
Pour les articles homonymes, voir Wilson.
Kaia Lynne Wilson est une musicienne originaire de Portland, Oregon. Elle est avant tout connue pour avoir fondé les groupes Team Dresch (punk queercore) et The Butchies, un groupe de pop-rock. En plus de son activité de chanteuse, compositrice et guitariste, Wilson a co-fondé le label Mr. Lady Records et l'a géré de 1996 à 2004.

## Carrière

### Musique
Adolescente, Wilson fait partie du groupe Adickdid et apparaît dans leurs albums distribués par plusieurs maisons de disques, en particulier Yoyo Records et Kill Rock Stars. Elle devient ensuite chanteuse et compositrice auprès de Jody Bleyle dans Team Dresch. Un peu après la sortie de leur deuxième album, Captain My Captain, en 1996, elle quitte le groupe et sort un album solo, intitulé Kaia. Son deuxième album solo, Ladyman, est fait en partenariat avec la batteuse de Team Dresch, Melissa York, qui la rejoindra ensuite dans le groupe The Butchies.
En 1998, plusieurs chansons de Kaia sont enregistrées pour le premier album de son nouveau groupe, The Butchies. Le groupe est plus pop-rock que l'ancien, s'essayant parfois à l'acoustique et à la dance. Le groupe enregistre quatre albums avant de se séparer en 2005. Le groupe se réunit en novembre 2005 pour un show final, les trois membres du groupe étant au même moment à Durham.
Wilson continue le travail en solo. Elle joue avec Team Dresch plusieurs fois après son départ, et joue parfois de la guitare pour accompagner Amy Ray.
Elle écrit un essai, To All You Genius Future Songwriters, pour le livre Rock N' Roll Camp for Girls publié en 2008, qui regroupe des conseils pour des musiciennes de rock qui veulent devenir professionnelles.

### Affaires
En 1996, elle fonde Mr. Lady Records avec sa petite amie de l'époque, Tammy Rae Carland. La maison de disques produit des groupes du Nord-Ouest Pacifique,  entre autres Le Tigre, Sarah Dougher, The Haggard, et Electrelane. Elle est dissoute en 2004.

### Sport
Wilson joue du tennis de table aux Gay Games d'été 2010 à Cologne, en Allemagne.

## Discographie

### Solo (sous le nom Kaia)
- Kopi 7" EP (1993, Little Brother Records)
- Kaia ou Finally A Dyke Album for the Whole Family LP (1996, Chainsaw Records)[4]
- Ladyman LP (1998, Mr. Lady Records)
- The World's Greatest Haircut 7" single partagé avec Sarah Dougher (1999, Heartcore Records / Mr. Lady Records)
- Oregon LP (2002, Mr. Lady Records)
- Godmakesmonkeys LP (2008, Jealous Butcher Records)
- Two Adult Women in Love LP (2012, Jealous Butcher Records)